# جلال الدين علي محمدي
جلال الدين علي محمدي (15 يونيو 1990 بأصفهان في إيران - ) هو لاعب كرة قدم إيراني في مركز الهجوم. شارك مع منتخب إيران تحت 17 سنة لكرة القدم ومنتخب إيران تحت 20 سنة لكرة القدم. أما مع النوادي، فقد لعب مع نادي سباهان أصفهان ونادي صبا قم ونادي غسترش فولاد ونادي فجر شهيد سباسي وSepahan Novin F.C. ‏ وFoolad Natanz F.C. ‏.

## وصلات خارجية
- جلال الدين علي محمدي على موقع Soccerway.com (الإنجليزية)